# Elephantomyia nana
Elephantomyia nana är en tvåvingeart som beskrevs av Alexander 1951. Elephantomyia nana ingår i släktet Elephantomyia och familjen småharkrankar. Inga underarter finns listade i Catalogue of Life.